# WeGame
WeGame（ウィーゲーム）は、中華人民共和国のテンセントが運営するオンラインゲームプラットフォームである。

## 歴史
2017年4月、テンセントが世界中のゲームのコンテンツおよびサービスをホストし、ゲーム情報や購入、ダウンロード、ライブストリーミング、コミュニティサービスを提供し、ゲームのオープンエコシステムを構築するプラットフォームとして発表した。同年9月1日、正式にサービスを開始した。このプラットフォームは、テンセントゲームズプラットフォーム（中国語: 腾讯游戏平台）のアップグレード版である。サービス開始後、登録ユーザー数は2億人となり、DAUは3300万人を突破した。
2019年5月、海外版プラットフォームとして「WeGame X」をリリースした。
2021年10月、Mac版ソフトウェアの事前登録を開始した。